# 흐밀니크

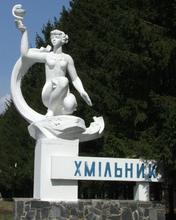
흐밀니크

흐밀니크(우크라이나어: Хмільник, 러시아어: Хмельник, 폴란드어: Chmielnik)는 우크라이나 빈니차주의 도시로 면적은 20.5 km2, 인구는 14,996명(2015년 기준)이다. 남부크강 상류와 접하며 빈니차에서 북동쪽으로 67 km 정도 떨어진 곳에 위치한다.

시기
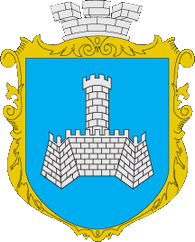
시 문장

## 자매 도시
- 폴란드 부스코즈드루이
- 폴란드 슈차브니차
- 폴란드 크르니차즈드루이